# Louis IV (empereur du Saint-Empire)
Pour les articles homonymes, voir Louis IV et Louis de Bavière.
Louis III de Bavière (1282 – 1347), élu roi des Romains en 1314 puis couronné empereur des Romains sous le nom de Louis IV, régna de 1328 à 1347. Il s'est fermement opposé à la papauté, notamment à Jean XXII.

## Biographie

### Enfance
Il est le fils de Louis II (1229 – 1294), duc de Bavière, et de sa seconde épouse Mathilde de Habsbourg. Né en février/mars 1282 il est associé au gouvernement par son frère aîné Rodolphe Ier du Palatinat en 1300/1304 comme duc conjoint de Haute-Bavière et corégent du palatinat du Rhin, la fonction de prince-électeur étant exercée conjointement. En 1310, le patrimoine bavarois est partagé entre eux et à partir de 1317 Louis IV devient le seul duc de Bavière après l'abdication de Rodolphe.

### Une élection contestée
À la suite de la mort de l'empereur Henri VII en août 1313 en Italie, de longues négociations occupent le collège électoral pendant l'année 1314, et les électeurs convoqués à Francfort tiennent deux réunions différentes. Au cours de la première le 19 octobre, Frédéric le Bel, de la famille Habsbourg, est désigné par l'archevêque de Cologne, le comte palatin Rodolphe, Henri de Goritz, roi titulaire de Bohême, et le duc de Saxe-Wittenberg assemblés dans un faubourg de la cité. Au cours de la seconde réunion le 20 octobre, Louis de Bavière est élu à Saschshausen sur la rive gauche du Main par l'archevêque de Trèves Baudouin de Luxembourg, l'archevêque de Mayence, et trois électeurs laïcs ; Jean de Luxembourg, Valdemar de Brandebourg et le duc de Saxe-Lauenbourg. Même si la majorité des électeurs s'était prononcée pour Louis, l'élection est faussée par les doubles votes en sens opposés du royaume de Bohême et du duché de Saxe. Louis est le premier duc de Bavière de la Maison de Wittelsbach à obtenir ce titre. Le 25 novembre suivant, à Aix-la-Chapelle, il reçoit la couronne de Pierre d'Aspelt, archevêque de Mayence, tandis que Frédéric est couronné à Bonn par l'archevêque de Cologne.
Cette double élection entraîne la division de l'Empire entre partisans de Frédéric ou de Louis. Dans un premier temps, les deux prétendants tentent d'obtenir des ralliements des uns et des autres en offrant des contreparties supplémentaires (en plus des cadeaux divers déjà fait pour se faire élire), tandis que le pape Jean XXII traite les deux candidats à égalité comme des « rois élus » (reges electi) sans reconnaitre aucun des deux comme l'empereur, et en désignant un troisième homme, Robert Ier (roi de Naples), comme « vicaire » représentant l'empereur en Italie. Tout cela affaiblit considérablement le pouvoir impérial pendant près de dix ans.
Ce n'est qu'en 1322 que se produit, sur un champ de bataille, le début du basculement en faveur de Louis : il remporte la bataille de Mühldorf, fait prisonnier son adversaire, et par suite obtient de la Diète de Nuremberg en 1323 le ralliement de la plupart des soutiens de son rival. Cependant, il subsiste des résistances qui demanderont encore plusieurs années avant d'être surmontées. Veuf de Béatrice de Świdnica, il épouse en 1324 Marguerite II de Hainaut qui lui apporte en dot ses domaines des Pays-Bas. Entretemps, Louis de Bavière a été excommunié par le pape Jean XXII et, en mars 1325, un accord amiable est trouvé avec Frédéric qui pour sa libération renonce à ses droits, mais un partage est conclu à Munich le 7 janvier 1326 qui prévoit que Frédéric demeure une sorte de roi honoraire en conservant ses États patrimoniaux. Cette situation unique prendra fin en 1330 avec la mort de Frédéric. Mais cette victoire sur le terrain ne règle pas le conflit avec la papauté.

### Le conflit avec la Papauté

#### Excommunication
Au début du XIVe siècle, la papauté s'est exilée à Avignon, justifiant ce déplacement provisoire par les désordres régnant dans la péninsule italienne. Résider à Avignon permet aussi de recentrer le Saint-Siège au milieu de l'Occident ce qui en fait une place diplomatique et économique de premier ordre. Bénéficiant de la protection des royaumes de France et de Naples, la papauté n'est plus vulnérable aux intrigues italiennes ou à une intervention de l'armée impériale en Italie. Par contre, elle est consciente de la prééminence des gibelins plus favorables à l'empereur dans les villes du Nord de l'Italie, et s'inquiète en particulier de la puissance de Matteo Visconti.
À la mort de l'empereur Henri VII en 1313, les princes s'étant divisés en deux factions, le pape Jean XXII, entreprenant et autoritaire, croit pouvoir en profiter : il refuse de choisir entre les deux élus. Il déclare l'Empire vacant et nomme le roi de Naples Robert le Sage vicaire pour l'Italie le 14 mars 1314. Le conflit tourne à l'épreuve de force avec les gibelins : Matteo Visconti, le maître de Milan excommunié, envoie son fils Marco Visconti assiéger Gênes. Robert le Sage débloque la ville le 21 juillet 1318. Le légat Bertrand du Pouget, envoyé à la tête d'une armée pontificale pour appliquer la décision, s'acquitte de sa tâche avec rudesse et s'attire de nombreuses inimitiés. Louis IV de Bavière, qui a eu raison de son rival Frédéric le Bel lors de la bataille de Mühldorf en 1322, entreprend de faire valoir ses droits en Italie et y descend avec son armée. Il délivre Milan assiégée, occupe Pavie et prend contact avec les Milanais lesquels, se posant en vicaires du roi des Romains, se heurtent aux représentants du pape. Ce conflit soulève une question de principe : le pape peut-il prétendre à être le vicaire de l'Empire en Italie pendant la vacance du trône impérial ? Or, aux yeux de certains, le trône est vacant puisque la désignation de Louis de Bavière n'a pas obtenu l'approbation pontificale. Le 8 octobre 1323, le pape déclare que le « Bavarois » a usurpé les droits dont il fait usage ; s'il n'y renonçait pas dans les trois mois, il serait excommunié ; en attendant, le vicariat d'Empire en Italie reviendrait au roi de Naples, Robert d'Anjou. Cet ultimatum est le point de départ d'une querelle qui va durer pendant près d'un quart de siècle. L'empereur dépêche une armée dans la péninsule et répond qu'il tient l'Empire de Dieu seul grâce à l'élection des princes et donc que son élection ne requiert aucune confirmation et que la seule prérogative pontificale en la matière est de le couronner.
Jean XXII qui est peu conciliant de caractère, doit faire comprendre au monde chrétien que le déplacement de la papauté de Rome en Avignon n'affecte aucunement l'autorité du successeur de saint Pierre. Excellent juriste, il entend faire appliquer à la lettre les textes canoniques. Loin de se soumettre, Louis de Bavière riposte en publiant, entre décembre 1323 et mai 1324, trois « appellations » destinées en principe au pape, elles s'adressent aussi à tous ceux qui sont capables en Allemagne, surtout dans les villes, de discerner les enjeux du débat. Jean XXII l'excommunie le 23 mars 1324. De son côté, depuis la chapelle de la commanderie à Francfort de l'ordre Teutonique de Sachsenhausen, Louis lance un appel au concile général pour juger le pape, accusé d'hérésie et d'usurpation de bien d'autrui. Tandis que les papes d'Avignon, vivant dans l'opulence, se heurtent depuis des années à l'opposition des ordres mendiants, Louis de Bavière accueille et soutient les Franscicains. Le 14 juillet 1324, Jean XXII dépose Louis de Bavière.

#### Le schisme

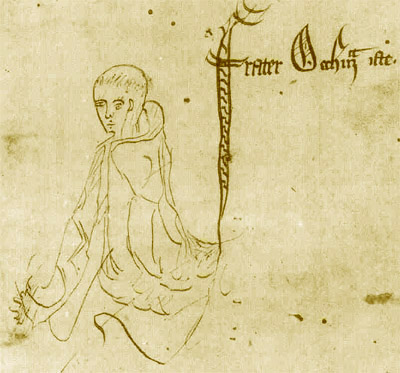
Guillaume d'Occam.

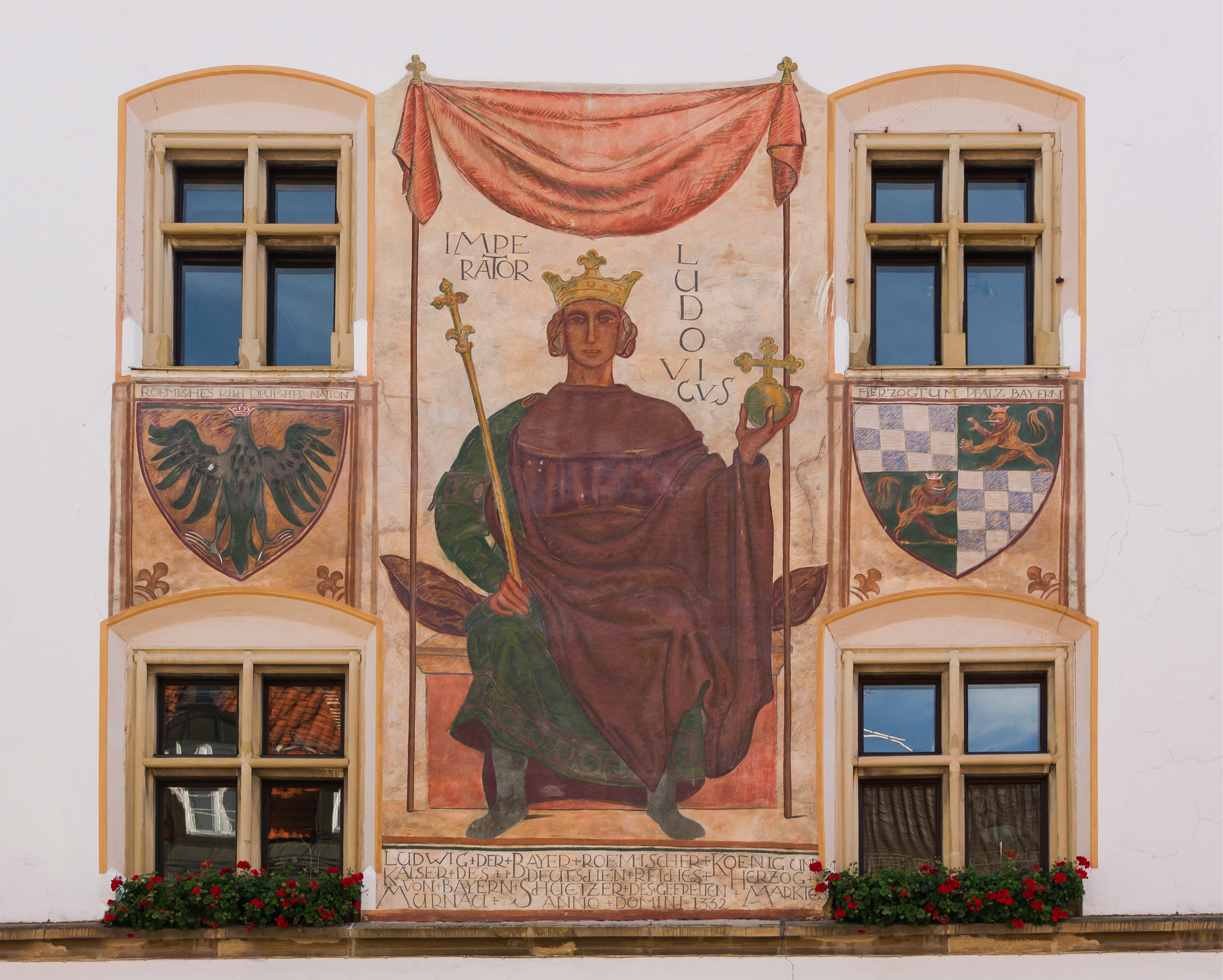
Louis IV, fresque sur la façade de l'hôtel de ville de Murnau am Staffelsee, Bavière, Allemagne.

Mais, Louis de Bavière sait que le pape est vulnérable et ne cède pas. Le coût de la réorganisation des États pontificaux en un État moderne lui suscite des ennemis : la levée des annates et la centralisation mécontentent les collateurs ordinaires dont elle rogne les prérogatives et pousse à bout les contribuables impitoyablement pressurés. La fraction de l'ordre franciscain qui prône une pauvreté radicale se dit profondément scandalisée par la richesse des dignitaires ecclésiastiques ; certains de ces « spirituels » professèrent le joachimisme qui annonçait l'irruption d'une ère nouvelle. Condamnés par la papauté, persécutés à l'intérieur de leur famille religieuse, ils pouvaient penser qu'ils étaient seuls à être marginalisés ; or, en 1323, nombreux sont ceux qui contestent le poids de la fiscalité pontificale, l'accusant de servir à financer les fastes de la cour avignonnaise. Dans les faits, Jean XXII refusait le luxe des cours princières, même s'il n'était pas austère. Ils eurent la surprise de voir la majorité de leurs confrères, ministre général en tête, les rejoindre dans l'opposition au pape qui venait de condamner une opinion partagée par la plupart des franciscains : la pauvreté personnelle du Christ. En promulguant ce texte, Jean XXII se fait des adversaires dans toute la chrétienté et nombre de théologiens de talent, tel que Guillaume d'Occam, les rallient. Louis de Bavière en joue et accueille les franciscains en rupture de ban auxquels se joint Marsile de Padoue dont l'œuvre maîtresse, le Defensor pacis, subordonne le pouvoir spirituel au temporel. Conseillé par cet état-major, Louis se rend à Rome, décidé à se faire couronner. Il descend en Italie avec son armée, et met fin à une série de succès militaires du légat Bertrand du Pouget. Ce dernier, après avoir rallié l'Émilie et la Romagne, a réussi à occuper Modène, Parme et Reggio en été 1326. En février 1327, il a également soumis Bologne susceptible d'être une capitale pontificale plus stable que Rome. Mais l'empereur excommunié, attendu en Italie comme celui qui pourra s'opposer au légat du pape, se rend rapidement impopulaire par de nombreux impairs. Le 31 mai 1327, à Milan, il reçoit la couronne des rois lombards des mains d'un évêque excommunié, car l'archevêque s'est absenté pour ne pas officier. Il fait arrêter Galéas Ier Visconti qui manifeste trop d'esprit d'indépendance, et se croyant tout autorisé nomme trois évêques. Sa popularité s'effondre même chez les gibelins les plus convaincus : pour entrer dans Pise il doit assiéger la ville pendant un mois. Rome lui ouvre ses portes plus pour se venger du transfert de la papauté en Avignon que par attrait pour l'empereur. Le légat Giovanni Orsini ayant ordonné à tout le clergé de quitter la ville, c'est Sciarra Colonna, un membre puissant de la noblesse romaine qui, en tant que représentant du peuple romain, couronne l'empereur, le 17 janvier 1328. En recourant à des laïcs pour sacraliser une fonction qui est en partie religieuse, Louis de Bavière perd tout son crédit. Le pape saisit cette occasion pour déclarer la déchéance de l'empereur le 3 avril 1328. Seule l'incapacité des électeurs à s'entendre empêche l'élection d'un nouvel empereur.
Mais Louis surenchérit : le 14 avril, il déclare Jean XXII déchu pour hérésie. Souhaitant s'assurer le soutien des Romains, il édicte le 23 avril que le pape ne pourrait plus quitter Rome sans leur accord et qu'il ne devrait pas s'éloigner plus de deux jours ! Mais étant donné qu'aucun cardinal n'abandonne le pontife, il se passe donc d'élection et désigne comme pape le franciscain Pietro Rainalducci sur proposition de Michele da Cesena. Il fait valider cette désignation par acclamation par le peuple romain. L'antipape prend le nom de Nicolas V et est couronné à Saint-Pierre le 22 mai 1328. Le pontife n'étant reconnu par aucun évêque, il promeut seize clercs, mais aucun n'est admis dans son diocèse : l'audience de Nicolas V se limite à des couvents de franciscains.
Dans cette affaire, Louis de Bavière s'est complètement discrédité, la chrétienté restant fidèle au pape Jean. Le 4 août 1328, il sort de Rome sous les huées et s'établit à Pise après avoir ravagé le duché de Spolète. Nicolas V, ne pouvant se maintenir à Rome, doit fuir afin de rejoindre l'empereur à Pise en janvier 1329, dérogeant ainsi à l'édit du 23 avril. Apprenant que les Visconti se rapprochent du légat Bertrand du Poujet, Louis IV redoute de voir se fermer l'itinéraire d'un retour en Italie. Il quitte précipitamment Pise pour soutenir les gibelins de Lombardie, mais il trouve porte close. Pendant ce temps, Bertrand du Pouget, renforcé par une armée florentine, exerce une répression féroce contre les gibelins. Louis de Bavière regagne alors la Germanie obligeant la ligue gibeline, privée de chef et de raison d'être, à se dissoudre en 1330. Nicolas V isolé est livré à Jean XXII, il abdique le 25 août et abjure publiquement ses erreurs le 6 septembre. Il meurt consigné dans le palais pontifical le 16 octobre 1333.

#### Alliances
Très affaibli, Louis de Bavière se met en quête d'une solution négociée. Mais les points de vue sont inconciliables et les négociations vont durer pendant sept années sans aboutir. Il veut bien reconnaître ses fautes, mais il refuse catégoriquement de faire dépendre l'exercice de son pouvoir de l'approbation du Saint-Siège ; or le Saint-Siège maintient cette exigence. Benoît XII, qui succède en 1334 à Jean XXII, est plus souple que son prédécesseur, mais ne cède pas sur la question de l'approbation pontificale. Aux divergences de fond venaient s'ajouter les lenteurs d'une procédure canonique extrêmement complexe.

### Rivalité avec Jean de Luxembourg

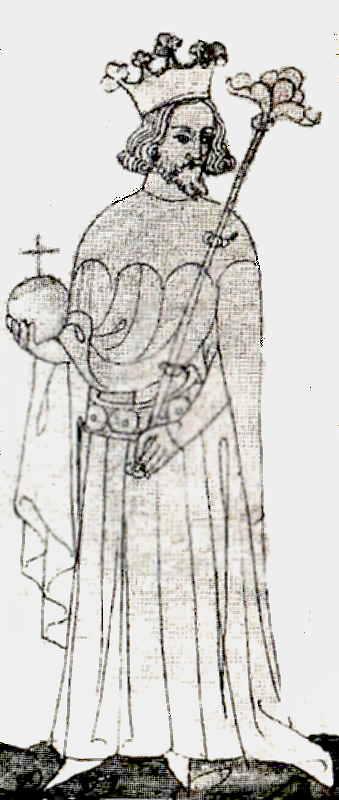
Jean de Luxembourg.

Jean de Luxembourg, dit l'Aveugle, roi de Bohême et fils de l'empereur Henri VII, avait été évincé de l'élection impériale au profit de Louis IV parce qu'il était trop jeune (il n'avait que 17 ans). Personnage haut en couleur, il passe sa vie à l'affût de grands desseins politiques. La proximité de la Pologne attise les convoitises du roi de Bohême. C’est en 1329 que Jean de Luxembourg déclenche une première épreuve de force avec le duc de Świdnica Bolko le Petit. À la suite d'une action militaire et politique qu'il mène en Silésie, seuls les oncles et Przemko II de Głogów, beau-frère de Bolko, refusent de lui rendre l'hommage de vassalité. Bolko le Petit, ne se sentant pas encore assez fort, noue des alliances. Il se rend d’abord à la cour du roi Charles Robert de Hongrie pour chercher un appui. Ensuite, il se rend chez son grand-père maternel Ladislas le Bref qui l’assure également de son soutien. En août 1329, Bolko accompagne en Italie les partisans de Louis de Wittelsbach pour réclamer la couronne impériale. Toutes ces démarches ont pour résultat la création d’une alliance entre les Wittelsbach et la Pologne, dirigée contre Jean de Luxembourg. Toute cette activité diplomatique n’a pas été suffisante pour protéger le duché de Świdnica. En 1331, la Bohême et les chevaliers de l'ordre Teutonique lancent une attaque conjointe contre Ladislas le Bref. Jean de Luxembourg, en route pour rejoindre les Teutoniques à Kalisz, s’arrête en Silésie pour mettre la pression sur le duc récalcitrant. Il assiège Niemcza, appartenant à Bolko II le Petit, avant de s’en emparer. Ensuite, il annexe à la Bohême la région de Głogów, que le duc Przemko de Głogów avait laissé à sa veuve Constance, la sœur de Bolko. En 1336, la position de Bolko II se fragilise. D’abord, son oncle Bolko II de Ziębice rend un hommage de vassalité à la Bohême, pour bénéficier en usufruit de la région de Kłodzko. Ensuite, le roi de Pologne, Casimir III le Grand, renonce momentanément à ses droits sur la Silésie. Néanmoins, Bolko II continue à collaborer avec les rois de Pologne et de Hongrie, pour dissuader la Bohême de s’attaquer à lui. En 1338, pour renforcer sa position sur le plan international, il épouse Agnès, de la dynastie des Habsbourg, les rivaux de la maison de Luxembourg. Les bonnes relations qu’il entretient avec la Pologne lui permettent d’ouvrir une route commerciale reliant son duché à la Galicie-Volhynie que vient de conquérir Casimir le Grand. Le 1er janvier 1345, grâce au rôle de médiateur joué par Bolko II le Petit, une alliance est officiellement conclue entre Bolko II, Louis IV du Saint-Empire, Casimir III de Pologne et Louis Ier de Hongrie. L’alliance entre en action au printemps de la même année. Jean de Luxembourg décide d’en finir avec Bolko II le Petit. À Świdnica, Bolko réussit à résister au siège de l’armée tchèque. En effet, en mai 1345, les alliés lancent une attaque contre la Silésie, obligeant une grande partie des forces bohémiennes à quitter Świdnica pour faire face à l’agression. Louis IV du Saint-Empire quitte très vite l’alliance et signe une paix séparée avec la Bohême.
En 1330, une fois Louis IV chassé d'Italie, le pape Jean XXII souhaite profiter de l'affaiblissement de l'empereur pour prendre le contrôle de toute la péninsule italienne. Jean de Luxembourg, roi chevalier qui sillonne l'Europe à la recherche d'un grand destin politique, se retrouve mêlé aux affaires lombardes. L'Italie du Nord est en proie à de nombreux conflits. La ville de Brescia est l’objet de l’un d’eux. Cette ville guelfe assiégée par les gibelins fait appel au roi-chevalier. Il y répond en décembre 1330 et, les ayant libérés, il est accueilli par les Brescians qui lui donnent la souveraineté de la ville. Continuant sa lutte contre les gibelins, il met la main en 1331 sur plusieurs villes dont Bergame, Pavie, Verceil et Novare qui lui ouvrent leurs portes. Il continue son offensive et s'empare de villes aux confins des États pontificaux : Parme, Reggio et Modène. Il prend aussi Lucques, ce qui inquiète les Florentins. Des négociations s'engagent avec les autorités pontificales et le 17 avril 1331 Jean de Luxembourg restitue Parme, Reggio et Modène mais les récupère comme fiefs tenus du Saint-Siège. À ce moment, il semble être créé un royaume guelfe en Italie du Nord subordonné à l'autorité pontificale équivalent au royaume de Naples pour l'Italie du Sud, ce qui tendrait aussi à limiter les possibilités pour Robert d'Anjou, roi de Naples, de soumettre la papauté à un véritable protectorat. Louis IV, voyant que Jean de Luxembourg s'est entendu avec le pape et qu'il devient trop puissant, soulève la Bohême contre lui. Mais ce dernier recouvre rapidement son autorité et agrandit même ses États en Lusace et Moravie. Jean de Luxembourg fréquente de longue date la cour du roi de France Philippe VI et il vient y chercher un soutien français dans les affaires lombardes. Il négocie à Fontainebleau un traité d'alliance qui serait cimenté par le mariage d'une de ses filles avec le futur Jean le Bon, fils de Philippe VI. Les clauses militaires du traité de Fontainebleau stipulent qu'en cas de guerre, le roi de Bohême devra se joindre à l'armée du roi de France avec quatre cents hommes d'armes si le conflit se déroule en Champagne ou dans l'Amiénois, avec trois cents hommes, si le théâtre des opérations est plus éloigné. Les clauses politiques prévoient que la Couronne lombarde ne serait pas contestée au roi de Bohême s'il parvient à la conquérir et que, s'il pouvait disposer du royaume d'Arles, celui-ci reviendrait à la France. Enfin, la ville de Lucques est cédée au roi de France. Mais Robert d'Anjou, roi de Naples et comte de Provence, ne peut qu’être hostile à ce projet soutenu par le pape Jean XXII. Surtout, les villes italiennes ayant depuis longtemps goûté à leur indépendance, il n'est plus possible dans les faits de leur imposer leur soumission à un royaume guelfe comme c'est le cas en Italie du Sud. Guelfes et gibelins s'allient et créent une ligue à Ferrare qui met à mal les forces de Jean de Luxembourg et de Bertrand du Pouget. Au cours de l'automne 1332, les villes de Brescia, Bergame, Modène et Pavie retombent dans les mains des Visconti. Jean de Luxembourg retourne en Bohême en 1333 et Bertrand du Pouget est chassé de Bologne par une insurrection en 1334.
Ayant constaté l'alliance entre Jean de Bohême et le roi de France, et les menées de ce dernier en Italie, Louis de Bavière, excommunié et isolé, prend peur. Il décide de proposer au pape son abdication en faveur de son cousin Henri de Bavière contre une absolution générale. Henri commence sa campagne pour convaincre les électeurs. Il est soutenu financièrement par le roi Philippe VI à qui il laisse le royaume d'Arles en gage (ce qu'il peut faire sans trop de scrupules, le royaume échappant complètement au contrôle des empereurs). Par contre, le roi de Naples, Robert le Sage, ne souhaite à aucun prix devenir vassal du puissant roi de France, ce qui mettrait fin à son indépendance. Il réussit à convaincre Louis IV de renoncer à son abdication, ce que fait celui-ci le 24 juillet 1334.

### Guerre de Cent Ans

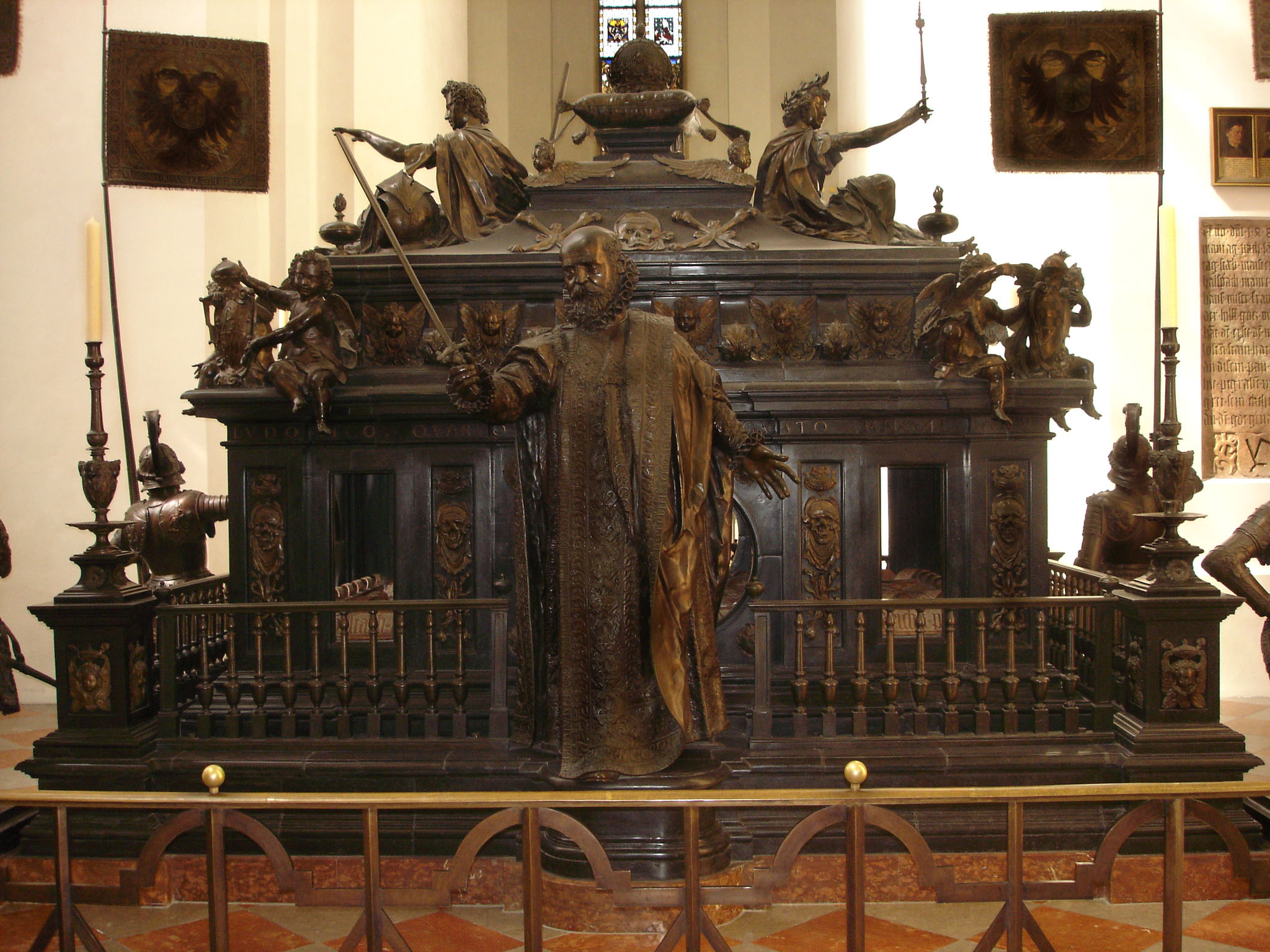
Tombeau de Louis IV à la cathédrale Notre-Dame de Munich.

En 1337, alors que la tension monte entre l'Angleterre et la France, lesquelles se dirigent inexorablement vers la guerre de Cent Ans, Édouard III s'entend avec Louis IV auquel il achète son alliance pour 300 000 florins, ce qui lui permet de raffermir ses positions en Flandre. L'empereur peut ainsi compter sur un solide allié capable de contrebalancer les menées éventuelles de Jean de Bohême. Évidemment, l'alliance anglo-germanique a pour effet de rapprocher plus encore la papauté du royaume de France.
En 1338, Louis IV voyant les négociations s'éterniser et sentant que la papauté devenait impopulaire en Italie, change de ton et lance le 17 mai le manifeste Fidem catholicam (de). Il y proclame que l'empereur occupe un rang aussi élevé que le pape, qu'il tient son mandat de ses électeurs et qu'il n'a nul besoin de l'approbation pontificale pour remplir sa mission ; enfin, il soutient qu'un vrai concile représentant l'Église universelle est supérieur aux assemblées que le pape peut faire ou défaire à son gré. Évidemment, les électeurs soutiennent ce texte qui accroît leur pouvoir électif puisqu'il n'est plus soumis à approbation pontificale. Le 16 juillet 1338, réunis à Rhense, ils accomplissent un geste d'une portée considérable. Pour la première fois, ils agissent en corps, non pas pour élire ou déposer un souverain, mais pour préserver les intérêts de l'Empire, dont ils se considèrent les représentants. Ils adoptent le point de vue de Louis IV et déclarent que l'élection suffisait pour faire le souverain légitime de celui que leur vote avait désigné. Le 4 août 1338, au cours d'une diète tenue à Francfort, la constitution Licet juris (de) affirme la même chose, au nom de l'empereur cette fois.
Édouard III débarque en Flandre le 22 juillet 1338, à Anvers, à la tête de 1 400 hommes d'armes et 3 000 archers, il compte bien que le Saint-Empire se joigne à la campagne. Mais l'empereur et les princes qui devaient y participer demandent en premier lieu que les promesses financières contre lesquelles ils ont accordé leur soutien à Édouard III soient honorées. Incertain envers la solvabilité de son allié, Louis de Bavière prend contact avec le roi de France. Édouard rencontre Louis de Bavière le 5 septembre à Coblence, au cours d'une autre diète solennelle. Le roi anglais éblouit par sa magnificence et ses largesses l'empereur et ses conseillers qu'il couvre de cadeaux. Rassuré sur les finances de son allié, Louis fait d'Édouard III son vicaire pour la Basse-Germanie, c'est-à-dire son représentant sur le Rhin et la Meuse, et des troupes germaniques se joignent à Édouard III qui lance une chevauchée dévastatrice dans le Cambrésis en 1339. Une nouvelle campagne combinée a lieu en 1340. C'est un succès sur mer : Édouard III écrase la flotte franco-génoise à la bataille de l'Écluse. C'est un fiasco sur terre : les Flamands sont écrasés à Saint-Omer et l'armée anglo-germanique est tenue en échec à Tournai. Mais le fiasco est surtout financier, car Édouard ne peut pas acquitter ses dettes vis-à-vis de ses alliés. En effet, les Bardi et les Peruzzi, qui lui ont avancé l'argent nécessaire, font faillite et l'alliance vole en éclats.
Le jeu des alliances conduit le Saint-Siège à nommer des cardinaux pro-français et c'est naturellement un pape très favorable à la France (Clément VI est l'homme de confiance de Philippe VI) qui est élu en 1342. Le nouveau pape somme Louis IV d'abdiquer dès 1342 et parvient à faire élire contre lui, en 1346, comme roi de Germanie Charles de Bohême, de la famille de Luxembourg et fils de Jean l'Aveugle, dont il fut le précepteur à la cour de France. Cette intrusion dans les affaires allemandes provoque un soulèvement contre ce nouveau monarque. Louis IV s'apprête à en profiter en reprenant les armes lorsqu'il meurt subitement le 11 octobre 1347 dans les environs de Munich lors d'une chasse à l'ours.

## Unions et descendance
Louis IV épouse en premières noces le 14 octobre 1308/1311 Béatrice de Świdnica (v. 1290 – 1322), avec qui il a des enfants, dont :
- Mathilde (en) (1313 – 1346). Mariée en 1323 avec Frédéric II de Misnie.
- Louis V l'Ancien (1316 – 1361), duc de Haute-Bavière et margrave de Brandebourg. Marié en 1324 avec Marguerite du Danemark (v. 1305 – 1340). Marié le 10 février 1342 avec Marguerite de Carinthie (v. 1318 – 1369).
- Étienne II (1319 – 1375), duc de Basse-Bavière-Landshut, et de Haute-Bavière en héritage de ses frères. Marié le 27 juin 1328 avec Élisabeth de Sicile (1310 – 1349). Marié le 14 février 1359 avec Marguerite de Nuremberg (v. 1335 – 1377). Les trois fils qu'il a d’Élisabeth de Sicile se partagent ses biens : Étienne III de Basse-Bavière-Ingolstadt (père de Louis VII le Barbu et de la fameuse Isabeau, reine de France par son mariage avec Charles VI), Frédéric de Basse-Bavière-Landshut, Jean II de Haute-Bavière-Munich. C'est la descendance de Jean II qui réunit toute la Bavière en 1503 (Albert IV, son arrière-petit-fils), accède à l'électorat en 1623 (Maximilien Ier), avant de finir en lignée masculine en 1777 à la mort de Maximilien III Joseph, fils de l'empereur Charles VII ; la succession du duché-électorat de Bavière passe alors à un très lointain cousin, l'électeur Charles-Théodore de Soulzbach et du Palatinat, issu de la branche aînée des Wittelsbach : les comtes palatins du Rhin.

Il épouse en secondes noces le 25 février 1324 à Cologne Marguerite II de Hainaut avec laquelle il a :
- Marguerite (en) (1325 – 1374). Mariée en 1351 avec Étienne d'Anjou, duc de Slavonie (1332 – 1354).
- Louis VI le Romain (1330 – 1365), duc de Haute-Bavière et margrave de Brandebourg. Marié en 1345 avec Cunégonde Piast (1334 – 1357). Marié avec Ingeburge de Mecklembourg (en).
- Élisabeth de Bavière. Mariée en 1350 avec Cangrande II della Scala (1332 – 1359), seigneur de Vérone. Remariée le 26 avril 1362 Ulrich du Wurtemberg.
- Guillaume III de Hainaut dit l'Insensé (1330 – 1388), duc de Basse-Bavière-Straubing, comte de Hollande, de Zélande et de Hainaut. Marié en 1352 avec Maud de Lancastre (1340 – 1362) (sans postérité). Relation avec Catharina Gerrit Busendr.
- Albert Ier de Hainaut (1336 – 1404), duc de Basse-Bavière-Straubing, comte de Hollande, de Zélande et de Hainaut. Marié en 1353 avec Marguerite de Brzeg (v. 1342 – 1386 ; leur fille Marguerite, épouse de Jean sans Peur, assure la succession des comtés de Hollande, Zélande, Hainaut ; quant à Straubing, leur postérité mâle étant éteinte en 1425, il est partagé en 1429 entre les héritiers d'Étienne II). Marié en 1394 avec Marguerite de Clèves († 1411). Relation avec Maria de Bronckhorst.
- Othon V de Bavière (1340 – 1379), duc de Haute-Bavière, margrave puis électeur de Brandebourg. Marié en 1366 avec Catherine de Luxembourg (1342 – 1395).
- Béatrice de Bavière (1344 – 1359). Mariée vers 1356 avec Éric XII de Suède (v. 1339 – 1359).